# Arhopala biru
Arhopala biru är en fjärilsart som beskrevs av Hans Fruhstorfer 1914. Arhopala biru ingår i släktet Arhopala och familjen juvelvingar. Inga underarter finns listade i Catalogue of Life.